# Jack Marshall
Jack Marshall, właśc. sir John Ross „Jack” Marshall (ur. 5 marca 1912 w Wellington, zm. 30 sierpnia 1988 w Snape) – nowozelandzki prawnik i polityk. Przez dwanaście lat był wicepremierem, a przez dziesięć miesięcy w 1972 – premierem kraju.

## Życiorys
Uzyskał licencjat, a następnie magisterium z prawa na Victoria University College w Wellington. Początkowo pracował w swoim zawodzie, lecz po wybuchu II wojny światowej wstąpił w 1941 do wojska i przeszedł szkolenie oficerskie. Służył na Fidżi, wyspie Norfolk, Nowej Kaledonii, Wyspach Salomona i Bliskim Wschodzie. Po wojnie opuścił wojsko w stopniu podpułkownika. Wrócił na krótko do zawodu prawnika, ale szybko skusiła go polityka. W 1946 uzyskał mandat w Izbie Reprezentantów z ramienia Nowozelandzkiej Partii Narodowej.
W 1949 został osobistym asystentem premiera Hollanda w randze pełnoprawnego członka gabinetu. Dwa lata później został ministrem zdrowia, a w 1954 objął resort sprawiedliwości, stając się jednocześnie prokuratorem generalnym. Po dymisji Hollanda z powodu złego stanu zdrowia i wyborze Keitha Holyoake'a na szefa partii i rządu, Marshall został jego zastępcą w obu tych rolach. Już po trzech miesiącach narodowcy ulegli jednak w wyborach Partii Pracy, a Marshall został deputowanym opozycyjnym.
Powrócił na stanowisko wicepremiera w 1960, po odzyskaniu władzy przez jego partię. Jako ministrowi podlegały mu kwestie sprawiedliwości, przemysłu, handlu (w tym zagranicznego), imigracji oraz ceł. W 1961 w łonie Partii Narodowej doszło do poważnego rozdźwięku w kwestii kary śmierci. Opozycyjna Partia Pracy, wbrew stanowisku premiera, za to z pomocą dziesięciu deputowanych z jego partii, w tym niektórych członków gabinetu, zdołała przeforsować zniesienia kary głównej. Marshall był jednym z najgorętszych zwolenników zachowania tej kary za morderstwa.
Po dymisji Hollyaoke'a w lutym 1972, popierany przez byłego premiera, Marshall zdołał wywalczyć dla siebie schedę po nim, pokonując w wewnętrznych wyborach Roberta Muldoona. Objął urząd premiera, ale nie zdołał zapewnić partii zwycięstwa w przeprowadzonych pod koniec tego samego roku wyborach. Półtora roku później, mając coraz mniejsze poparcie w szeregach partii, zrezygnował z przywództwa, a nowym liderem został Muldoon. W 1975 ogłosił przejście na polityczną emeryturę i zrezygnował z ubiegania się o reelekcję jako deputowany. Resztę życia spędził jako pisarz i działacz organizacji dobroczynnych. Wydał kilka książek dla dzieci, podręcznik prawniczy oraz pamiętniki.
W 1974 został Kawalerem Krzyża Wielkiego Orderu Imperium Brytyjskiego, co uprawniało go do używania tytułu sir.
Zmarł w wieku 76 lat, podczas wyjazdu do Anglii na konferencję towarzystw biblijnych.